# Wereldkampioenschappen kunstschaatsen 2002
De Wereldkampioenschappen kunstschaatsen is een evenement dat georganiseerd wordt door de Internationale Schaatsunie, in deze competitie doen kunstschaatsers mee. De winnaar mag zich kronen tot Wereldkampioen kunstschaatsen. Dit evenement is het meest prestigieuze evenement van het jaar in de kunstrijdwereld.
In 2002 werden de kampioenschappen van 16 tot en met 25 maart gehouden in de M-Wave in Nagano, Japan. Het was voor de vierde keer dat de Wereldkampioenschappen Kunstschaatsen in Japan werden gehouden, in 1977, 1985 vonden ze in Tokio en in 1994 in Chiba plaats.
Voor de mannen was het de 92e editie, voor de vrouwen de 82e editie, voor de paren de 80e editie, en voor de ijsdansers de 50e editie.

## Deelname
Elk lid van de ISU kon één schaatser/één paar aanmelden per discipline. Extra startplaatsen (met en maximum van drie per discipline) zijn verdiend op basis van de eindklasseringen op het WK van 2001
Bij de mannen en vrouwen vond er eerst een kwalificatieronde plaats in twee groepen (A + B), hiervan mochten de eerste vijftien per groep de korte kür rijden waarna er nog eens zes afvielen zodat er vierentwintig deelnemers aan de lange kür deelnamen. Bij het IJsdansen werden twee verplichte küren gereden.
Om deel te nemen moet een deelnemer/deelneemster op 1 juli voorafgaand aan het kampioenschap minimaal vijftien jaar oud zijn.

### Deelnemende landen
Eenenveertig landen schreven deelnemers in voor dit toernooi, zij zouden samen 127 startplaatsen invullen. (Tussen haakjes het totaal aantal startplaatsen over de vier disciplines.) 
| Rusland (10) Verenigde Staten (10) Canada (8) China (8) Frankrijk (6) Japan (6) Oekraïne (6) Duitsland (4) Italië (4) | Tsjechië (4) Australië (3) Bulgarije (3) Estland (3) Finland (3) Hongarije (3) Israël (3) Litouwen (3) | Oezbekistan (3) Polen (3) Azerbeidzjan (2) België (2) Griekenland (2) Joegoslavië (2) Oostenrijk (2) Slowakije (2) | Spanje (2) Verenigd Koninkrijk (2) Wit-Rusland (2) Zuid-Afrika (2) Zuid-Korea (2) Zweden (2) Armenië (1) Georgië (1) | Hongkong (1) Kroatië (1) Letland (1) Mexico (1) Roemenië (1) Slovenië (1) Taiwan (1) Zwitserland (1) |

## Medailleverdeling
Bij de mannen veroverde Alexei Yagudin zijn vierde wereldtitel, ook in 1998, 1999 en 2000 werd hij wereldkampioen. Het was voor het zesde opeenvolgende jaar dat hij een medaille won, in 1997 werd hij derde. Voor Timothy Goebel op de tweede plaats was het zijn eerste medaille. Ook voor Takeshi Honda op de derde plaats was het zijn eerste WK medaille. Het was de tweede medaille voor Japan in het mannentoernooi, in 1977 behaalde Minoru Sano ook de bronzen medaille.
Bij de vrouwen veroverde Irina Sloetskaja de wereldtitel, het was haar vijfde medaille, in 1996 werd ze derde en in 1998, 2000 en 2001 tweede. Michelle Kwan op plaats twee veroverde voor het zevende opeenvolgende jaar een WK medaille, in 1996,1998, 2000, 2001 werd ze wereldkampioene, in 1997, 1999 werd ze tweede. Fumie Suguri op de derde plaats veroverde ook haar eerste WK medaille. Zij trad hiermee in de voetsporen van haar landgenotes Emi Watanabe (3e in 1979), Midoro Ito (1e in 1989, 2e in 1990) en Yuka Sato (1e in 1994) die voor haar op het erepodium plaatsnamen.
Bij het paarrijden veroverden Shen Xue / Zhao Hongbo de wereldtitel. Het was hun vierde medaille, in 1999, 2000 werden ze tweede en in 2001 derde. Het was de eerste keer dat een Chinees paar de wereldtitel veroverde in het kunstschaaten. De paren op de tweede en derde plaats, Tatiana Totmianina / Maxim Marinin en Kyoko Ina / John Zimmerman veroverden hun eerste WK medaille.
Bij het ijsdansen veroverden Irina Lobacheva / Ilia Averbukh de wereldtitel, het was hun tweede medaille, in 2001 werden ze derde. Shae-Lynn Bourne / Victor Kraatz op plaats twee veroverden hun vijfde medaille, van 1996-1999 werden derde. Voor Galit Chait / Sergei Sakhnovski op plaats drie was het hun eerste medaille. Het was de eerste medaille voor Israël bij het WK Kunstschaatsen.
| Discipline | Goud ·                          | Zilver ·                            | Brons ·                         |
| ---------- | ------------------------------- | ----------------------------------- | ------------------------------- |
| Mannen     | Aleksej Jagoedin                | Timothy Goebel                      | Takeshi Honda                   |
| Vrouwen    | Irina Sloetskaja                | Michelle Kwan                       | Fumie Suguri                    |
| Paren      | Shen Xue / Zhao Hongbo          | Tatjana Totmjanina / Maksim Marinin | Kyoko Ina / John Zimmerman      |
| IJsdansen  | Irina Lobacheva / Ilia Averbukh | Shae-Lynn Bourne / Victor Kraatz    | Galit Chait / Sergei Sakhnovski |

## Uitslagen

### Mannen / Vrouwen
| Mannen                 | Mannen                    | Mannen                       | Mannen | Mannen      | Mannen    | Mannen    |
| #                      | naam (deelnames)          | land                         | punten | kwalif. A/B | korte kür | lange kür |
| ---------------------- | ------------------------- | ---------------------------- | ------ | ----------- | --------- | --------- |
| Goud                   | Aleksej Jagoedin (6)      | Vlag van Rusland             | 2.0    | 1A          | 1         | 1         |
| Zilver                 | Timothy Goebel (4)        | Vlag van Verenigde Staten    | 4.8    | 1B          | 4         | 2         |
| Brons                  | Takeshi Honda (7)         | Vlag van Japan               | 6.0    | 3A          | 3         | 3         |
| 4                      | Alexander Abt (3)         | Vlag van Verenigde Staten    | 6.0    | 2A          | 2         | 4         |
| 5                      | Li Chengjiang (3)         | Vlag van China               | 9.8    | 3B          | 6         | 5         |
| 6                      | Michael Weiss (5)         | Vlag van Verenigde Staten    | 9.8    | 2B          | 5         | 6         |
| 7                      | Anthony Liu (6)           | Vlag van Australië           | 16.4   | 7B          | 11        | 7         |
| 8                      | Jeffrey Buttle (1)        | Vlag van Canada              | 17.8   | 4B          | 7         | 12        |
| 9                      | Zhang Min (3)             | Vlag van China               | 18.6   | 4A          | 15        | 8         |
| 10                     | Andrejs Vlascenko (7)     | Vlag van Duitsland           | 18.8   | 11B         | 9         | 9         |
| 11                     | Frédéric Dambier (1)      | Vlag van Frankrijk           | 19.2   | 5A          | 12        | 10        |
| 12                     | Matthew Savoie (1)        | Vlag van Verenigde Staten    | 21.8   | 6A          | 14        | 11        |
| 13                     | Brian Joubert (1)         | Vlag van Frankrijk           | 21.8   | 5B          | 8         | 15        |
| 14                     | Kevin Van der Perren (3)  | Vlag van België              | 22.8   | 7A          | 10        | 14        |
| 15                     | Ben Ferreira (2)          | Vlag van Canada              | 27.2   | 10A         | 17        | 13        |
| 16                     | Gao Song (1)              | Vlag van China               | 29.2   | 9B          | 16        | 16        |
| 17                     | Ivan Dinev (9)            | Vlag van Bulgarije           | 29.8   | 10B         | 13        | 18        |
| 18                     | Stéphane Lambiel (1)      | Vlag van Zwitserland         | 30.2   | 6B          | 18        | 17        |
| 19                     | Roman Skorniakov (6)      | Vlag van Oezbekistan         | 34.8   | 8B          | 21        | 19        |
| 20                     | Vachtang Moervanidze (6)  | Vlag van Georgië             | 35.0   | 9A          | 19        | 20        |
| 21                     | Markus Leminen (9)        | Vlag van Finland             | 39.2   | 13B         | 20        | 22        |
| 22                     | Dmitri Dmitrenko (7)      | Vlag van Oekraïne            | 39.6   | 12A         | 23        | 21        |
| 23                     | Sergei Rylov (4)          | Vlag van Azerbeidzjan        | 40.6   | 8A          | 24        | 23        |
| 24                     | Sergej Davydov (2)        | Vlag van Wit-Rusland         | 13.6   | 12B         | 22        | 24        |
| Vrije kür niet bereikt |                           |                              |        |             |           |           |
| 25                     | Juraj Sviatko (2)         | Vlag van Slowakije           |        | 11A         | 25        |           |
| 26                     | Tomáš Verner (1)          | Vlag van Tsjechië            |        | 15A         | 26        |           |
| 27                     | Yosuke Takeuchi (1)       | Vlag van Japan               |        | 14A         | 27        |           |
| 28                     | Gregor Urbas (2)          | Vlag van Slovenië            |        | 14B         | 28        |           |
| 29                     | Kristoffer Berntsson (2)  | Vlag van Zweden              |        | 13A         | 29        |           |
| 30                     | Sergei Kotov (1)          | Vlag van Israël              |        | 15B         | 30        |           |
| Korte kür niet bereikt |                           |                              |        |             |           |           |
|                        | Zoltán Tóth (2)           | Vlag van Hongarije           |        | 16A         |           |           |
|                        | Yon Garcia (3)            | Vlag van Spanje              |        | 16B         |           |           |
|                        | Clemens Jonas (2)         | Vlag van Oostenrijk          |        | 17A         |           |           |
|                        | Aidas Reklys (1)          | Vlag van Litouwen            |        | 17B         |           |           |
|                        | James Black (1)           | Vlag van Verenigd Koninkrijk |        | 18A         |           |           |
|                        | Milos Milanovic (2)       | Vlag van Joegoslavië         |        | 18B         |           |           |
|                        | Dino Quattrocecere (4)    | Vlag van Zuid-Afrika         |        | 19A         |           |           |
|                        | Panagiotis Markouizos (5) | Vlag van Griekenland         |        | 19B         |           |           |
|                        | Margus Hernits (8)        | Vlag van Estland             |        | tzt *       |           |           |

| Vrouwen                | Vrouwen                   | Vrouwen                   | Vrouwen | Vrouwen     | Vrouwen   | Vrouwen   |
| #                      | naam (deelnames)          | land                      | punten  | kwalif. A/B | korte kür | lange kür |
| ---------------------- | ------------------------- | ------------------------- | ------- | ----------- | --------- | --------- |
| Goud                   | Irina Sloetskaja (7)      | Vlag van Rusland          | 2.0     | 1B          | 1         | 1         |
| Zilver                 | Michelle Kwan (9)         | Vlag van Verenigde Staten | 4.2     | 1A          | 3         | 2         |
| Brons                  | Fumie Suguri (4)          | Vlag van Japan            | 5.0     | 2A          | 2         | 3         |
| 4                      | Sasha Cohen (1)           | Vlag van Verenigde Staten | 7.8     | 2B          | 5         | 4         |
| 5                      | Yoshie Onda (2)           | Vlag van Japan            | 8.6     | 3B          | 4         | 5         |
| 6                      | Elena Liasjenko (8)       | Vlag van Oekraïne         | 11.2    | 4B          | 6         | 6         |
| 7                      | Viktoria Voltsjkova (4)   | Vlag van Rusland          | 15.4    | 9B          | 8         | 7         |
| 8                      | Júlia Sebestyén (5)       | Vlag van Hongarije        | 16.4    | 3A          | 7         | 11        |
| 9                      | Jennifer Robinson (6)     | Vlag van Canada           | 18.4    | 5A          | 14        | 8         |
| 10                     | Silvia Fontana (7)        | Vlag van Italië           | 18.8    | 7A          | 10        | 10        |
| 11                     | Susanna Pöykiö (1)        | Vlag van Finland          | 19.2    | 6B          | 13        | 9         |
| 12                     | Laetitia Hubert (9)       | Vlag van Frankrijk        | 22.4    | 8B          | 12        | 12        |
| 13                     | Zuzana Babiakova (2)      | Vlag van Slowakije        | 22.8    | 11A         | 9         | 13        |
| 14                     | Idora Hegel (3)           | Vlag van Kroatië          | 28.6    | 10B         | 16        | 15        |
| 15                     | Tatiana Malinina (10)     | Vlag van Oezbekistan      | 29.6    | 5B          | 11        | 21        |
| 16                     | Miriam Manzano (3)        | Vlag van Australië        | 32.0    | 13B         | 18        | 16        |
| 17                     | Halina Maniatsjenko (3)   | Vlag van Oekraïne         | 31.4    | 10A         | 24        | 14        |
| 18                     | Julia Soldatova (3)       | Vlag van Wit-Rusland      | 33.0    | 7B          | 22        | 17        |
| 19                     | Marta Andrade (11)        | Vlag van Spanje           | 33.0    | 12A         | 17        | 18        |
| 20                     | Fang Dan (1)              | Vlag van China            | 35.2    | 12B         | 19        | 19        |
| 21                     | Vanessa Giunchi (1)       | Vlag van Italië           | 37.6    | 14A         | 20        | 20        |
| 22                     | Julia Lautowa (4)         | Vlag van Oostenrijk       | 38.2    | 9A          | 21        | 22        |
| 23                     | Asa Persson (1)           | Vlag van Zweden           | 41.2    | 11B         | 23        | 23        |
|                        | Jennifer Kirk (1)         | Vlag van Verenigde Staten |         | 4A          | 15        | tzt *     |
| Vrije kür niet bereikt |                           |                           |         |             |           |           |
| 25                     | Lucie Krausova (1)        | Vlag van Tsjechië         |         | 8A          | 26        |           |
| 26                     | Gintare Vostrecovaite (1) | Vlag van Litouwen         |         | 13A         | 25        |           |
| 27                     | Natalie Hoste (2)         | Vlag van België           |         | 15B         | 27        |           |
| 28                     | Sabina Wojtala (4)        | Vlag van Polen            |         | 15A         | 28        |           |
| 29                     | Georgina Papavasiliou (2) | Vlag van Griekenland      |         | 14B         | 29        |           |
|                        | Maria Boetyrskaja (8)     | Vlag van Rusland          |         | 6A          | tzt *     |           |
| Korte kür niet bereikt |                           |                           |         |             |           |           |
|                        | Anne Sophie Calvez (1)    | Vlag van Frankrijk        |         | 16A         |           |           |
|                        | Shin Yea-ji (1)           | Vlag van Zuid-Korea       |         | 16B         |           |           |
|                        | Roxana Luca (4)           | Vlag van Roemenië         |         | 17A         |           |           |
|                        | Daria Zuravicki (2)       | Vlag van Israël           |         | 17B         |           |           |
|                        | Hristina Vassileva (2)    | Vlag van Bulgarije        |         | 18A         |           |           |
|                        | Shirene Human (7)         | Vlag van Zuid-Afrika      |         | 18B         |           |           |
|                        | Christine Lee (2)         | Vlag van Hongkong         |         | 19A         |           |           |
|                        | Gladys Orozco (1)         | Vlag van Mexico           |         | 19B         |           |           |
|                        | Diane Chen (2)            | Vlag van Taiwan           |         | 20A         |           |           |
|                        | Ksenia Jastsenjski (2)    | Vlag van Joegoslavië      |         | 20B         |           |           |

### Paren / IJsdansen
| Paren  | Paren                                           | Paren                     | Paren  | Paren     | Paren     |
| #      | naam (deelnames)                                | land                      | punten | korte kür | lange kür |
| ------ | ----------------------------------------------- | ------------------------- | ------ | --------- | --------- |
| Goud   | Shen Xue Zhao Hongbo (8)                        | Vlag van China            | 1.5    | 1         | 1         |
| Zilver | Tatjana Totmjanina Maksim Marinin (4)           | Vlag van Rusland          | 3.0    | 2         | 2         |
| Brons  | Kyoko Ina (8) John Zimmerman (5)                | Vlag van Verenigde Staten | 4.5    | 3         | 3         |
| 4      | Maria Petrova (6) Aleksej Tichonov (5)          | Vlag van Rusland          | 6.0    | 4         | 4         |
| 5      | Pang Qing Tong Jian (4)                         | Vlag van China            | 7.5    | 5         | 5         |
| 6      | Dorota Zagórska (8) Mariusz Siudek (10)         | Vlag van Polen            | 9.0    | 6         | 6         |
| 7      | Tiffany Scott Philip Dulebohn (3)               | Vlag van Verenigde Staten | 10.5   | 7         | 7         |
| 8      | Jacinthe Lariviere Lenny Faustino (1)           | Vlag van Canada           | 12.0   | 8         | 8         |
| 9      | Zhang Dan Zhang Hao (1)                         | Vlag van China            | 14.0   | 10        | 9         |
| 10     | Anabelle Langlois Patrice Archetto (1)          | Vlag van Canada           | 15.5   | 11        | 10        |
| 11     | Katerina Berankova (7) Otto Dlabola (7)         | Vlag van Tsjechië         | 16.5   | 9         | 12        |
| 12     | Valerie Marcoux Bruno Marcotte (1)              | Vlag van Canada           | 17.0   | 12        | 11        |
| 13     | Yuko Kawaguchi Alexander Markuntsov (2)         | Vlag van Japan            | 19.5   | 13        | 13        |
| 14     | Mariana Kautz Norman Jeschke (4)                | Vlag van Duitsland        | 21.0   | 14        | 14        |
| 15     | Viktoria Borzenkova Andrei Chuvilyaev (1)       | Vlag van Rusland          | 23.0   | 16        | 15        |
| 16     | Tatiana Tsjoevaeva (1) Dmitri Palamartsjoek (2) | Vlag van Oekraïne         | 23.5   | 15        | 16        |
| 17     | Viktoria Shklover (3) Valdis Mintals (6)        | Vlag van Estland          | 25.5   | 17        | 17        |
| 18     | Maria Krasiltseva (4) Artem Znachkov (3)        | Vlag van Armenië          | 27.5   | 19        | 18        |
| 19     | Jelena Sirokhvatova (4) Juri Salmanov (4)       | Vlag van Letland          | 28.0   | 18        | 19        |
| 20     | Marina Aganina Artem Knyazev (1)                | Vlag van Oezbekistan      | 30.0   | 20        | 20        |

| IJsdansen              | IJsdansen                                 | IJsdansen                    | IJsdansen | IJsdansen    | IJsdansen    | IJsdansen | IJsdansen |
| #                      | naam (deelnames)                          | land                         | punten    | verpl. kür 1 | verpl. kür 2 | org. kür  | vrije kür |
| ---------------------- | ----------------------------------------- | ---------------------------- | --------- | ------------ | ------------ | --------- | --------- |
| Goud                   | Irina Lobacheva Ilia Averbukh (9)         | Vlag van Rusland             | 2.0       | 1            | 1            | 1         | 1         |
| Zilver                 | Shae-Lynn Bourne Victor Kraatz (9)        | Vlag van Canada              | 4.0       | 2            | 2            | 2         | 2         |
| Brons                  | Galit Chait (8) Sergei Sakhnovski (7)     | Vlag van Israël              | 7.0       | 4            | 4            | 4         | 3         |
| 4                      | Margarita Drobiazko Povilas Vanagas (11)  | Vlag van Litouwen            | 7.0       | 3            | 3            | 3         | 4         |
| 5                      | Albena Denkova (10) Maksim Staviski (6)   | Vlag van Bulgarije           | 10.0      | 5            | 5            | 5         | 5         |
| 6                      | Olena Hroesjyna Roeslan Hontsjarov (8)    | Vlag van Oekraïne            | 12.0      | 6            | 6            | 6         | 6         |
| 7                      | Kati Winkler Rene Lohse (8)               | Vlag van Duitsland           | 14.0      | 7            | 7            | 7         | 7         |
| 8                      | Tatjana Navka (8) Roman Kostomarov (4)    | Vlag van Rusland             | 16.0      | 8            | 8            | 8         | 8         |
| 9                      | Naomi Lang Peter Tchernyshev (4)          | Vlag van Verenigde Staten    | 18.0      | 9            | 9            | 9         | 9         |
| 10                     | Marie-France Dubreuil Patrice Lauzon (3)  | Vlag van Canada              | 20.2      | 11           | 10           | 10        | 10        |
| 11                     | Sylwia Nowak Sebastian Kolasinski (9)     | Vlag van Polen               | 22.0      | 10           | 12           | 11        | 11        |
| 12                     | Isabelle Delobel Olivier Schoenfelder (5) | Vlag van Frankrijk           | 24.2      | 15           | 11           | 12        | 12        |
| 13                     | Tanith Belbin Benjamin Agosto (2)         | Vlag van Verenigde Staten    | 26.6      | 13           | 13           | 14        | 13        |
| 14                     | Marika Humphreys (6) Vitali Baranov (2)   | Vlag van Verenigd Koninkrijk | 27.0      | 12           | 14           | 13        | 14        |
| 15                     | Kristin Fraser (2) Igor Loekanin (3)      | Vlag van Azerbeidzjan        | 30.2      | 16           | 15           | 15        | 15        |
| 16                     | Federica Faiella (2) Massimo Scali (1)    | Vlag van Italië              | 31.6      | 14           | 16           | 16        | 16        |
| 17                     | Alia Ouabdelsselam Benjamin Delmas (1)    | Vlag van Frankrijk           | 34.0      | 17           | 17           | 17        | 17        |
| 18                     | Veronika Moravkova Jiri Prochazka (1)     | Vlag van Tsjechië            | 36.2      | 19           | 18           | 18        | 18        |
| 19                     | Stephanie Rauer Thomas Rauer (4)          | Vlag van Duitsland           | 38.8      | 18           | 19           | 19        | 20        |
| 20                     | Zhang Weina Cao Xianming (4)              | Vlag van China               | 39.0      | 20           | 20           | 20        | 19        |
| 21                     | Zita Gebora Andras Visontai (3)           | Vlag van Hongarije           | 42.2      | 21           | 22           | 21        | 21        |
| 22                     | Valentina Anselmi Fabrizio Pedrazzini (2) | Vlag van Italië              | 44.0      | 23           | 21           | 22        | 22        |
| 23                     | Yang Tae-hwa Lee Chuen-gun (3)            | Vlag van Zuid-Korea          | 46.6      | 22           | 23           | 24        | 23        |
| 24                     | Rie Arikawa Kenji Miyamoto (1)            | Vlag van Japan               | 47.8      | 26           | 24           | 23        | 24        |
| Vrije kür niet bereikt |                                           |                              |           |              |              |           |           |
| 25                     | Alla Beknazarova Yoeri Kotsjerzjenko (1)  | Vlag van Oekraïne            |           | 22           | 25           | 25        |           |
| 26                     | Jessica Huot Juha Valkama (1)             | Vlag van Finland             |           | 25           | 26           | 26        |           |
| 27                     | Anna Mosenkova (6) Sergei Sychyov (3)     | Vlag van Estland             |           | 27           | 27           | 27        |           |
| 28                     | Natalie Buck (1) Trent Nelson-Bond (2)    | Vlag van Australië           |           | 28           | 28           | 28        |           |